# Quik
quikは、LinuxをOld World ROMを基にしたMacintosh PowerPCシステムアーキテクチャ上で起動するように設計されたブート ローダーである。原型はPaul Mackerrasによって書かれ、コードの一部はPowerPC用の他のすべてのLinuxのブートローダーで再利用された。BootX(同名のMac OS Xのブートローダーと混同してはいけない)も含まれる。Mac OSに依存する。QuikのローダーはOpen FirmwareからブートしてMac OSを完全に迂回する。New World ROMシステムはyabootを使用する。
Open Firmwareを持たないシステム上では動作しない。; NuBusアーキテクチャを基にした古いPowerPC機では最初にMac OSに入ってブートローダーを分離する必要がある。 QuikはApple Network Server上でLinuxを作動させる唯一の手段である。